# Jacques de Beaumont
Jacques Bouthillier de Beaumont (* 26. September 1901 in Genf, heimatberechtigt in Genf; † 29. September 1985 in Neuenburg NE) war ein Schweizer Entomologe und Museumsdirektor.

## Leben
Jacques de Beaumont stammte aus einer angesehenen Schweizer Familie. Seine Vorfahren liessen sich zwischen 1700 und 1710 in Genf nieder. General Guillaume Henri Dufour, der im November 1847 eine abtrünnige Allianz von sieben katholischen Kantonen besiegte, war sein Urgroßvater. Sein Vater Ernest de Beaumont war Ingenieur. 1928 heiratete de Beaumont in Genf Renée Mallet, mit der er zwei Söhne hatte. Nach einem Zoologiestudium an der Universität Genf erfolgte im Jahr 1928 die Promotion. Anschliessend arbeitete er als Assistent bei Emile Guyénot. 1932 wurde er von seinem Freund Robert Matthey als Laborleiter in Zoologie nach Lausanne berufen, wo er von 1933 bis 1949 Kurse an der Hochschule für Pharmazie gab. 1934 wurde er Privatdozent (PD) und 1942 Lehrbeauftragter. Von 1953 bis 1967 war er ordentlicher Professor für Entomologie an der Universität Lausanne. Von 1960 bis 1962 fungierte er als Dekan der naturwissenschaftlichen Fakultät.
1933 wurde er Kurator im Zoologischen Kantonsmuseum Lausanne. 1943 wurde er als Nachfolger von Paul Murisier zum Direktor des Museums ernannt. Er reorganisierte die Sammlungen und die Bibliothek des Museums, das unter seiner Leitung zu einem renommierten Forschungsinstitut wurde. In dieser Zeit veröffentlichte er 138 Arbeiten, darunter 128 Studien über die Grabwespen, ein Gebiet, auf dem er als international anerkannter Experte galt. 
De Beaumont war sehr aktiv in den schweizerischen wissenschaftlichen Gesellschaften für Entomologie, Zoologie und Naturwissenschaften. Von 1947 bis 1952 war er Mitglied der Wissenschaftlichen Kommission des Nationalparks und er engagierte sich im Schweizerischen Bund für Naturschutz.

## Dedikationsnamen
Nach Jacques de Beaumont sind unter anderen die Arten Eopsis beaumonti, Nomada beaumonti, Tachysphex beaumonti, Trypoxylon beaumonti, Pemphredon beaumonti, Protonemura beaumonti und Bibloplectus beaumonti benannt.